# JECC
株式会社JECC（ジェック）は、コンピュータ、情報通信機器のリースやレンタルを主な業務としてしている日本の企業である。旧称「日本電子計算機株式会社」。

## 企業概要
1961年（昭和36年）8月に通商産業省（現・経済産業省）の主導により、日本のコンピュータ産業の育成発展を目的として大手コンピュータメーカ各社の共同出資で「日本電子計算機株式会社」（にほんでんしけいさんき、英文表記：Japan Electronic Computer Co.,ltd. 略称「JECC（ジェック）」）が設立された。2013年7月1日、歴史的にICT業界関係者に馴染み深い略称の「株式会社JECC」（ジェック）に社名変更した。
コンピュータ専門のレンタル・リースを主業としつつ、システム導入設置支援や保守メンテナンス業務の委託管理、取引終了後のコンピュータの撤去・データ消去からリサイクルに至るまで、ICTの利活用に必要な幅広い付帯サービスを、自社もしくは提携・資本関係にあるICT関連業者との協業により提供している。コンピュータ専業ならではの独自の事業展開により、単なるレンタル・リースに留まらず、様々な付帯サービスとファイナンスを組み合わせることで、コンピュータのライフサイクルマネージメント全般に対応できることが一般的なリース会社と異なる点である。ISO/IEC27001（情報セキュリティ）やプライバシーマークの他、ISO9001（品質）、ISO27001（ITサービス）など、情報サービス業者としての各種認証を取得している。これらによりクラウドコンピューティングの分野においても一部サービス提供を開始している。
パソコン数台規模の短期レンタルから社会インフラの中枢を担うスーパーコンピュータまで、広範なコンピュータ規模と使用形態を取り扱い対象としている。
創業当時の使命である「日本のコンピュータ産業の育成発展」は成功し、現在に繋がるわが国のコンピュータ社会の実現に大いなる貢献を果たした。現在は「先進的なICTの利活用促進」と形を変え、ICTの提供者であるメーカや業界サプライヤと、政府中央官庁・地方自治体・公共団体や大手企業などICTの主要利用者の間に立ち、独自のノウハウを活かした柔軟なファイナンスメニューと付帯サービスで課題を解決するなど、先進的ICTの導入を支援・促進することで社会の発展に寄与している。
経営理念は「お客様の多様なITニーズに応えるサービスを提供し、IT事業活動を通じて社会の発展に貢献する。」。ブランド・スローガンは「ITとファイナンスをプロデュース。」ブランド・ステートメントとして「私たちJECCは、ITとファイナンスを融合した、多様で先進的なサービスを通じ、戦略的なIT利活用の実現をプロデュース、お客様の事業と社会の発展に貢献します。」を掲げている。

## 歴史
1961年に、沖電気工業、東芝、NEC、日立製作所、富士通、三菱電機など、1960年代当時の日本国内の主要コンピュータ製造会社の共同出資により設立された。（設立時には松下通信工業（現・パナソニック モバイルコミュニケーションズ）も出資している）
元々は当時のIBMがコンピュータのレンタル制を武器に世界的に市場を拡大していたのに対抗し、通商産業省（現・経済産業省）が国策として日本におけるコンピュータ開発の一元化をもくろんで設立を計画した会社であるが、各メーカーが開発の一元化に抵抗する一方で、当時の各メーカーの資本力ではIBMに対抗してレンタル制を維持するのが困難であったことから、最終的に開発は各メーカーが行いつつ、同社が日本開発銀行（現・日本政策投資銀行）他からの低利融資を元にレンタル業務を担当するという形に落ち着いた。こういったコンピュータ業界の振興を官の立場から推進した平松守彦の手腕も知られている。
1970年代には三大コンピューターグループが成立した。

## レンタル方式の問題
1960年代、日本電子計算機では、メーカーから月額レンタル料の44ヶ月分の金額でコンピュータシステムを購入し、レンタルを行っていた。レンタル料の一部は保守料としてメーカー側に支払い、残りから固定資産税や諸経費を除いた部分を償却に当てる。これを簿価が当初簿価の5%になるまで続ける。償却期間は約60ヶ月である。ユーザーからシステムが戻ってくると残存簿価でシステムをメーカーに引き取らせる。これをメーカー側から見ると、最初に現金で購入されるために大きな利益が生まれるので、これについて税金を払うことになる。しかし、十分に償却しない時点でユーザーがシステムを返却してくると、その分が損失として計上されることになる。返却されたシステムを他に転売しようとしても、コンピュータの進歩が極めて急激であったため、それもなかなか難しかった。また、当初購入金額が原価と直接的な関係がない（製品価格に様々なサービスの価格を加味したものになっていた）ため、損失金額が戻されたシステムに見合わないという問題もある。また、レンタル先が固定資産税、償却資産税減免の機関(大学，政府機関等の場合）は固定資産税の対象ではないにもかかわらず、レンタル料率には税減免でない貸主が支払う固定資産税分が含まれている等の問題もある。
日立製作所はこれを問題視し、なるべく自前でレンタルする方針を採った。このため、1975年にはコンピュータ部門を黒字にすることができた。日本電子計算機も買い戻し損失準備金制度（1968年）などで改善を行っている。